# Quận Carter, Tennessee
Quận Carter là một quận thuộc tiểu bang Tennessee, Hoa Kỳ.
Quận này được đặt tên theo. Theo điều tra dân số của Cục điều tra dân số Hoa Kỳ năm 2010, quận có dân số 57.424 người. Quận lỵ đóng ở Elizabethton6.

## Địa lý
Theo Cục điều tra dân số Hoa Kỳ, quận có diện tích 901 km2, trong đó có 18 km2 là diện tích mặt nước.